# 创业路站
创业路站是南宁轨道交通3号线的地铁车站，位于中华人民共和国广西壮族自治区南宁市西乡塘区振兴路与创业路交叉口地下，该站于2019年6月6日开通运营。